# Epic Mazur
Epic Mazur (* 31. August 1970 in Brooklyn, New York City; bürgerlich Bret Hadley Mazur) ist ein US-amerikanischer Rapper, Sänger und Produzent. Er ist am besten für seine Zeit bei der Nu-Metal-Band Crazy Town bekannt, deren Mitbegründer, Frontmann und Produzent er war.

## Biografie

### Privatleben
Mazur wuchs im New Yorker Stadtteil Brooklyn und später in Hollywood (Los Angeles) auf, außerdem hat er einen Sohn, der Max heißt und 1996 geboren wurde. Er ist jüdischer Abstammung und mit der Schauspielerin Monet Mazur verwandt, deren Cousin er ist. Mazur machte seinen Schulabschluss an der William Howard Taft High School in Los Angeles. 

### Anfänge
in Hollywood begann er im Alter von 16 Jahren als DJ. In dieser Zeit bekam er von einem seiner Freunde den Pseudonym „Epic“, mit dem er der Öffentlichkeit bis heute bekannt ist. Später formte er ein Duo mit dem damals noch unbekannten Musikproduzenten Richard Wolf, welches sich Wolf & Epic nannte. Das Duo produzierte unter anderem für Bell Biv DeVoe, Ralph Tresvant, MC Lyte und MC Serch.

### Crazy Town
1995 kollaborierte Mazur mit Seth Binzer, welcher später als Shifty Shellshock bekannt wurde. Er lernte Binzer über den Rapper und Sänger Will.i.am kennen, für dessen Band The Black Eyed Peas, die damals noch Atban Klaan hießen, er Songs produzierte. Die beiden gründeten eine Band und nannten sich zunächst noch The Brimstone Sluggers. Anfang 1999 bestand die Band bereits aus sieben Mitgliedern und hieß nun Crazy Town. Das Debütalbum The Gift of Game kam November 1999 auf den Markt und fand zunächst noch wenig Beachtung, dies änderte sich jedoch nach der weltweit erfolgreichen Platz 1-Single Butterfly, die Mazur und seine Band schlagartig weltbekannt machte. Auch das Album verkaufte sich nun deutlich besser und erreichte in mehreren Ländern (darunter auch Deutschland) Gold-Status. Nachdem das zweite Album Darkhorse kommerziell floppte, löste sich die Band zunächst auf, dies war im Jahr 2002.
2007 reformierte sich die Band und Mazur kündigte an, dass man an einem dritten Studioalbum mit dem Titel Crazy Town Is Back arbeite. Das Album sollte im Februar 2008 kurz nach Mazurs Soloalbum Strip to This veröffentlicht werden, jedoch kam keines der beiden Alben auf den Markt. 
Im Jahr 2014 wurde er Abteilungsleiter für das Tonstudio Sugar Studios LA, und 2015 erschien schließlich das dritte Album seiner Band mit dem Titel The Brimstone Sluggers, die Bandbesetzung bestand zu diesem Zeitpunkt nur aus den Gründungsmitgliedern Mazur und Binzer. Auch wenn das Album von der Kritik nicht zerrissen wurde und der Band wieder ein wenig aus der Versenkung half, wurde es aus kommerzieller Sicht kein Erfolg. Mazur tourte anschließend mit Crazy Town bis 2017, bis er über seinen Facebook-Account seinen zweiten Ausstieg aus der Band bekanntgab.
Er produzierte die Filmmusik für den 2018 erschienenen Film The Oath.